# Ngân phiếu

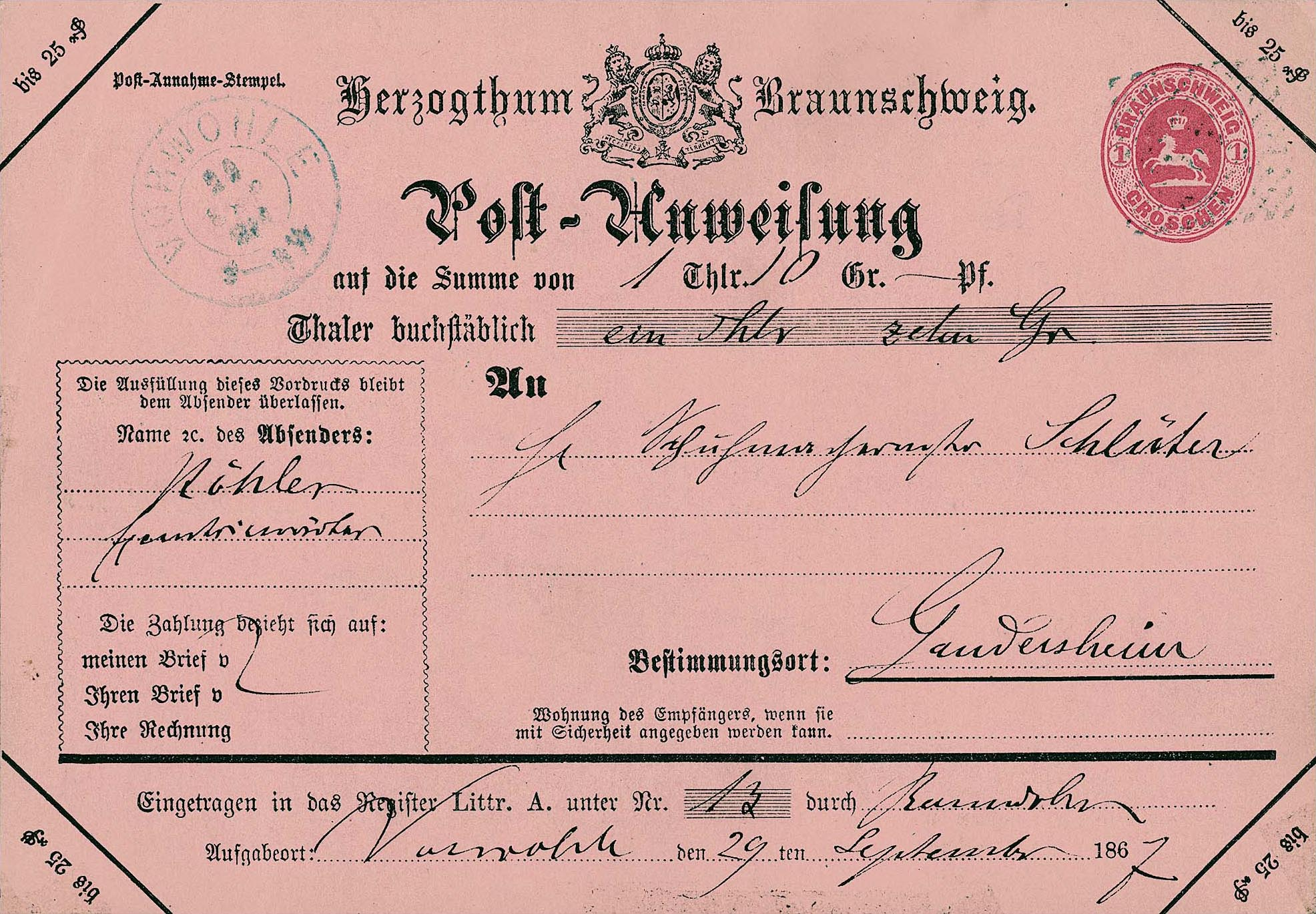
Một tấm ngân phiếu năm 1867

Ngân phiếu hay còn gọi là lệnh phiếu là phiếu có ghi số tiền nhất định dùng làm căn cứ nhận tiền tại ngân hàng hoặc nhận tiền gửi qua bưu điện, đó là một dạng phiếu dùng thay thế tiền mặt, có in mệnh giá và thời hạn lưu hành, đây là một hình thức thanh toán không qua tiền mặt.

## Công dụng
Ngân phiếu, đặc biệt là ngân phiếu nhà nước có tác dụng tích cực. Nó làm giảm khối lượng tiền mặt trong quá trình lưu thông tiền tệ, giúp đối phó với một số thời điểm khó khăn do hệ thống ngân hàng thiếu tiền mặt tức thời trong thanh toán. Tuy vậy nó cũng có những hạn chế phát sinh như từ khi có ngân phiếu, các thể thức thanh toán khác của ngân hàng bị hạn chế, không phát huy tác dụng, đặc biệt là các loại séc - công cụ tiện lợi, tiết kiệm và hiện đại theo thông lệ quốc tế.

## Ở Việt Nam
Từ năm 2002, Ngân hàng Nhà nước Việt Nam đã trình Thủ tướng Chính phủ ngừng việc phát hành ngân phiếu thanh toán, vì cho rằng đây là một đòi hỏi cấp thiết, vì nó giúp việc thanh toán không dùng tiền mặt phát triển, hạn chế một số tiêu cực về kinh tế như buôn lậu, gian lận thương mại…
Như vậy, tính đến năm 2002, tại Việt Nam, ngân phiếu thanh toán đã tồn tại 10 năm. Riêng trong năm 2001, Ngân hàng Nhà nước đã hạn chế phát hành ngân phiếu thanh toán mệnh giá cao, đồng thời phát hành giấy bạc 100.000 đồng. Ngân hàng Nhà nước đã phát hành ngân phiếu thanh toán mệnh giá 1 triệu đồng, có thời hạn lưu hành đến hết 31/3/2002. Đây là đợt phát hành ngân phiếu cuối cùng nhằm hạn chế thanh toán bằng tiền mặt.
Theo Nhà nước Việt Nam, việc ngưng phát hành ngân phiếu thanh toán là nhằm góp phần thúc đẩy, phát triển các thể thức thanh toán khác vận hành tốt hơn, tập dần để người dân chấp nhận các thể thức thanh toán khác, nhằm từng bước hiện đại hóa công nghệ ngân hàng, hòa nhập vào tiến trình hội nhập quốc tế. Một nguyên nhân khác dẫn đến việc bỏ ngân phiếu là do trong thực tế, tỷ lệ thanh toán bằng ngân phiếu rất thấp, chỉ chiếm 3-4% trong tỷ trọng thanh toán bằng tiền mặt. Do đó, có thể nói việc hủy bỏ ngân phiếu sẽ tác động tới thị trường không lớn và không gây xáo trộn trong hoạt động giao dịch, mua bán làm ăn.
Việc thu đổi ngân phiếu thanh toán quá thời hạn lưu hành được thực hiện theo Quyết định số 1839/2005/QĐ-NHNN ngày 19/12/2005 của Thống đốc Ngân hàng Nhà nước được thực hiện đến hết ngày 31/12/2007, kể từ ngày 01/01/2008, Ngân hàng Nhà nước Việt Nam chấm dứt thu đổi ngân phiếu thanh toán quá thời hạn lưu hành.
Ngân hàng Nhà nước Việt Nam trong một động thái tiếp theo đã phải ban hành Quyết định số 1839 về việc thu đổi ngân phiếu thanh toán quá hạn lưu hành. Nội dung chính là chấp nhận đổi ngân phiếu thanh toán quá hạn lưu hành đến hết năm 2007 với mức phí 5%. Theo đó, từ nay đến hết ngày 31/12/2007, các tổ chức và cá nhân có ngân phiếu thanh toán quá hạn lưu hành sẽ được thu đổi tại các chi nhánh Ngân hàng Nhà nước tỉnh, thành phố trực thuộc Trung ương hoặc Sở Giao dịch Ngân hàng Nhà nước.

## Trong văn hóa
Trong các tiểu thuyết võ hiệp, các bộ phim về đề tài lịch sử võ hiệp của Trung Quốc thì ngân phiếu là một trong những phương tiện thanh toán chính được đề cập đến, bên cạnh ngân lượng (lượng bạc, thỏi bạc). Trong thế giới võ lâm giang hồ (gọi chung là võ hiệp) có nhiều mối quan hệ về giao dịch, mua bán thì ngân phiếu là một trong những phương tiện thanh toán phổ biến. Trong những bối cảnh lịch sử của tiểu thuyết võ hiệp thì tiền tệ lưu thông chủ yếu là những đồng xu hay bạc vụn (với giá trị thấp) và những ngân lượng (thỏi bạc), ngân kim, hoàng kim (thỏi vàng) với giá trị cao hơn. Những loại tiền tệ này không phù hợp với những người hành tẩu trên giang hồ võ lâm vì nó nặng nề rủng rẻng nên sẽ chẳng thích hợp với những người hành tẩu, nhất là khi đang giao đấu, thi triển chiêu thức, vì vậy ngân phiếu với lợi thế là gọn nhẹ, dễ cất giấu (vì làm bằng giấy) sẽ là ưu tiên hơn cả.
Trong thế giới giang hồ, võ hiệp, các tác giả sáng tác thường lược bỏ qua yếu tố kinh tế. Các nhân vật trong võ lâm, giang hồ thường là những người có nhiều tiền bạc (thường là làm nghề bảo tiêu, kinh doanh sòng bài, tiền trang đem lại) họ thường tiêu pha ở các quán rượu (tửu lâu), quá trà, quán trọ (khách điếm), kỹ viện và ngân phiếu là vật để chứng minh sự giàu có và quyền thế. Các ngân phiếu này thường do một trang chủ tiền trang phát hành (những người này luôn có đủ tài chính để có thể chi trả bất kỳ lúc nào yêu cầu của người có ngân phiếu). Người có ngân phiếu thường cầm đến các nơi kinh doanh tiền bạc, đại lý (Kim tiền trang) hoặc các hiệu cầm đồ để đổi lấy ngân lượng. Hoặc có thể dùng ngân phiếu để thanh toán trực tiếp. Nói chung, ngân phiếu cũng như tiền tệ không được đề cập quá chi tiết và tỉ mỉ trong thế giới giang hồ võ hiệp mà chỉ được nhắc đến như một cách trả tiền thuận tiện nhất.